# Stathmostelma odoratum
Stathmostelma odoratum är en oleanderväxtart som beskrevs av Karl Moritz Schumann. Stathmostelma odoratum ingår i släktet Stathmostelma och familjen oleanderväxter. Inga underarter finns listade i Catalogue of Life.